# Anelytra boku
Anelytra boku är en insektsart som beskrevs av Brigitte Helfert och Sänger 1997. Anelytra boku ingår i släktet Anelytra och familjen vårtbitare. Inga underarter finns listade i Catalogue of Life.